# Кшиштоф Коморовський
Кшиштоф Коморовський (*Krzysztof Komorowski, бл. 1640 — 21 вересня 1708) — державний діяч Речі Посполитої.

## Життєпис
Походив з польського (мазовецького) роду Коморовських гербу Долега (точніше його різновиду Доленга-Коморовських). Син Іллі Коморовського, хорунжого вілкомірського, та Феліціани Рудоміни Дусяцької.
Першим урядом (посадою) було стольник вілкомірський, яку Кшиштоф Коморовський обійняв у 1674 році. Того ж року обраний депутатом від вілкомірського повіту на елекційний сейм, де голосував за обрання королем Яна Собеського.
У 1685 році стає депутатом до Литовського Трибунаоу від ошмянського повіту. Того ж року стає хорунжим вілкомірським. 1687 році призначається підкоморієм вілкомірським. У 1691 році стає маршкалком сеймику Вовоквиського повіту. У 1697 році отримав Вовковиське староство.
1692 році отримує посаду кухмістра великого литовського. 1702 року призначається на посаду воєводи берестейського. Під час північної війни підтримував короля Августа II Сильного. Після поразок останнього від шведів Коморовський влітку 1706 року перейшов на бік прошведського претендента Станислава Лещинського. У відповідь проти нього виступив Людовик Костянтин Потій, який змусив Корморовського тікати до Пруссії. Тут він й помер у 1708 році в м. Тільзит.

## Родина
Дружина — Петронела, донька Яна Казимира Кердея, старости прівалковського і філіпувського.
Дітей не було.